# Fronleichnamsflut

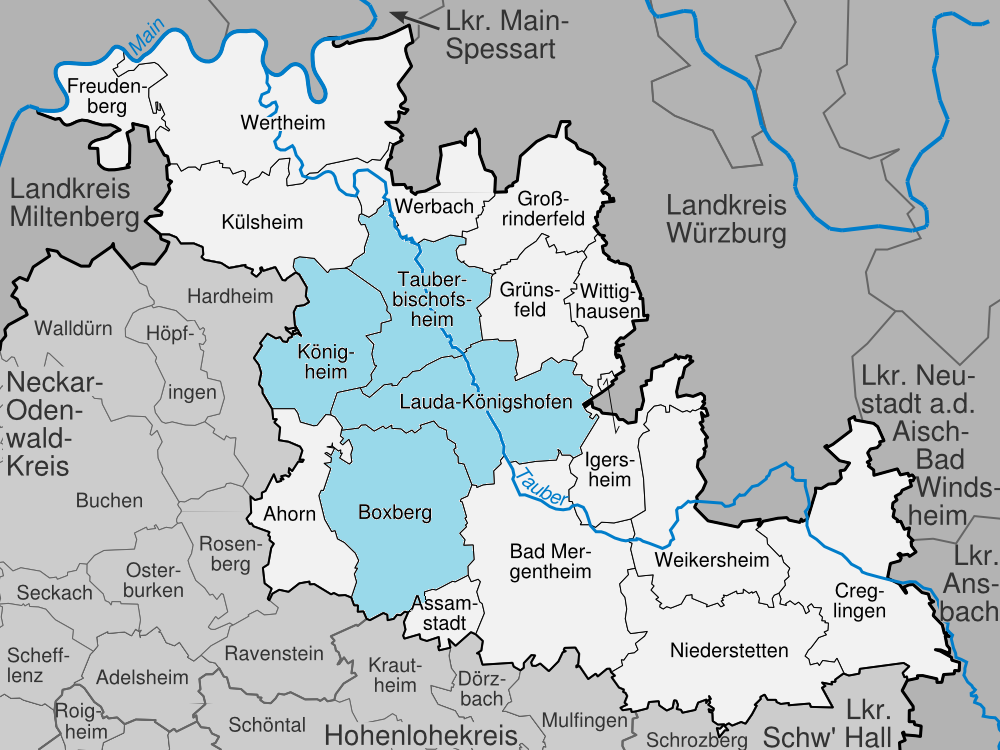
Die Fronleichnamsflut am 21. Juni 1984 (Fronleichnamstag) löste im Main-Tauber-Kreis einen Katastrophenalarm aus. In den vier hauptsächlich betroffenen Gemeinden (Königheim, Tauberbischofsheim, Boxberg und Lauda-Königshofen) wurden technische Einsatzleitungen gebildet.

Als Fronleichnamsflut wird eine Unwetterkatastrophe bezeichnet, die am 21. Juni 1984 (Fronleichnamstag) im Main-Tauber-Kreis in Baden-Württemberg hauptsächlich im Bereich der Gemeinden Königheim, Tauberbischofsheim, Boxberg und Lauda-Königshofen zu sintflutartigem Hochwasser führte. Besonders stark wurde der Ort Königheim überschwemmt. Auch Dittwar, Kupprichhausen und Lengenrieden wurden schwer getroffen.
Der Gesamtschaden belief sich auf rund 90 Millionen Deutsche Mark.

## Verlauf

### 21. Juni 1984 – Fronleichnamsflut
Auslöser der Flut war ein Starkregen am 21. Juni 1984 von bis zu 150 mm, der über den Einzugsgebieten von Brehm- (⊙, ⊙) und Schüpfbach (⊙, ⊙) niederging. Der Regen setzte gegen Nachmittag ein und überflutete die teilweise engen Bachtäler vollständig und mit Flutwellen von bis zu drei Metern Höhe talabwärts.
Schwere Unwetter gab es im Bereich Kupprichhausen (⊙), Lengenrieden (⊙), Oberlauda (⊙), Heckfeld (⊙), Dittwar(⊙), Brehmen (⊙), Gissigheim (⊙), Königheim (⊙) und Tauberbischofsheim (⊙). Das Zentrum des Starkregens lag im Gebiet Hof Esselbrunn (⊙) und Reisberg (⊙). Die Wassermassen flossen durch den Eisgrundgraben (⊙, ⊙) und Ölbach in Richtung Dittwar (13,5 Kubikmeter/Sekunde) und über den Adelsgraben oberhalb Gissigheims sowie den Brehmbach in Richtung Königheim (10 bis 19 Kubikmeter/Sekunde) ab und strömten in Richtung der darunter liegenden Dörfer und Städte. Auf Kupprichhausen und Lengenrieden raste im Schüpfbachtal etwa zur gleichen Zeit auf einer Breite von 100 Metern eine zwei Meter hohe Flutwelle zu. Das Hochwasser erreichte gegen 17 Uhr mit einem Durchfluss von etwa 100 bis 120 m³/s seinen Höchststand. Daraufhin wurde um 17:18 Uhr von Landrat Georg Denzer der Katastrophenalarm für den Main-Tauber-Kreis ausgelöst. In der Folge wurden Mannschaften der Polizei und ein SAR-Hubschrauber der Bundesluftwaffe ins Katastrophengebiet beordert. Daneben wurden Einsatzkräfte der DLRG, Feuerwehren und das Technische Hilfswerk zum Einsatzgebiet in Marsch gesetzt.

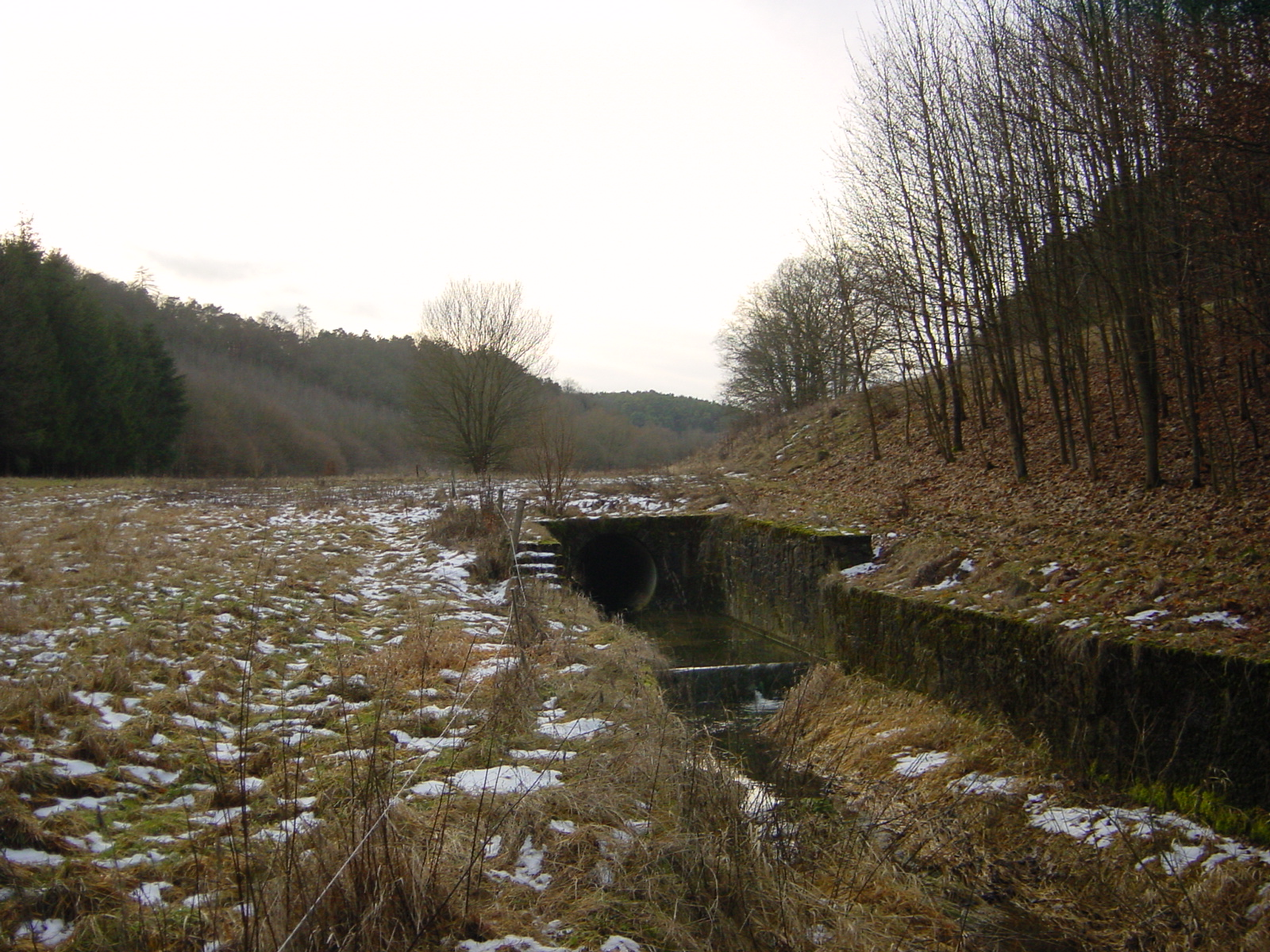
Heute ist an der Sperrstelle des ehemaligen Gissigheimer Rückhaltebeckens, das bei der Fronleichnamsflut einen Dammbruch erlitt und eine zweite Flutwelle auslöste, fast nichts mehr zu sehen

Bereits kurze Zeit später und nur etwa eine halbe Stunde nach dem Ende der Regenfälle verschärfte sich die Situation nochmals: Der Staudamm des Rückhaltebeckens Gissigheim (⊙) brach gegen 17:20 Uhr, nachdem er mit extrem hohen Abflüssen überströmt wurde. Zuvor war der Grundablass verstopft worden und die Hochwasserentlastungsanlage konnte die Wassermassen nicht mehr abführen, nachdem Treibgut an der Gitterabdeckung der Entlastungsanlage deren Leistungsfähigkeit stark beeinträchtigt hatte. Dadurch wurde der Damm vor dem Bruch bis zu 65 cm hoch überströmt, wobei maximal schätzungsweise 54 m³/s abflossen.
Die durch den Dammbruch ausgelöste zweite Flutwelle beschädigte einen Großteil der Häuser in Königheim bis zum zweiten Stockwerk. Der Damm war wie die meisten Dämme der damaligen Zeit nicht unbeschadet überströmbar gebaut worden und seine Luftseite deshalb nicht erosionssicher. Der eigentliche Grund für den Dammbruch war jedoch nicht die rückschreitende Erosion, sondern die Einbindung der Entlastungsanlage in den Dammkörper, wo eine Verzahnung des Überlaufbauwerks fehlte und durch die zurückspringenden Bauteile Hohlräume vorhanden waren. Der maximale Wasserstand im Staubecken betrug 10,7 m, der Stauinhalt 0,144 Mio m³. Bei Beginn des Dammbruchs waren 0,165 Mio m³ gestaut.
Aufgrund der Retentionswirkung (Rückhaltewirkung) des breiter werdenden Brehmbachtales konnte man die zweite Flutwelle in Königheim im allgemeinen Hochwasser nicht mehr als einzelne Welle erkennen. Der Wasserhöchststand hielt in Königheim aufgrund der Rückhaltewirkung bis etwa 18 Uhr an. Trotz des Dammbruchs verhinderte das Rückhaltebecken einen noch größeren Schaden in Königheim, da es die Hochwasserwelle des Brehmbaches verzögerte, so dass die Hochwasserwellen aus den Einzugsgebieten unterhalb des Beckens vorauslaufen konnten und sich die Wellen nicht überlagerten. Erst gegen 19 Uhr war das Hochwasser in Königheim weitgehend abgelaufen.

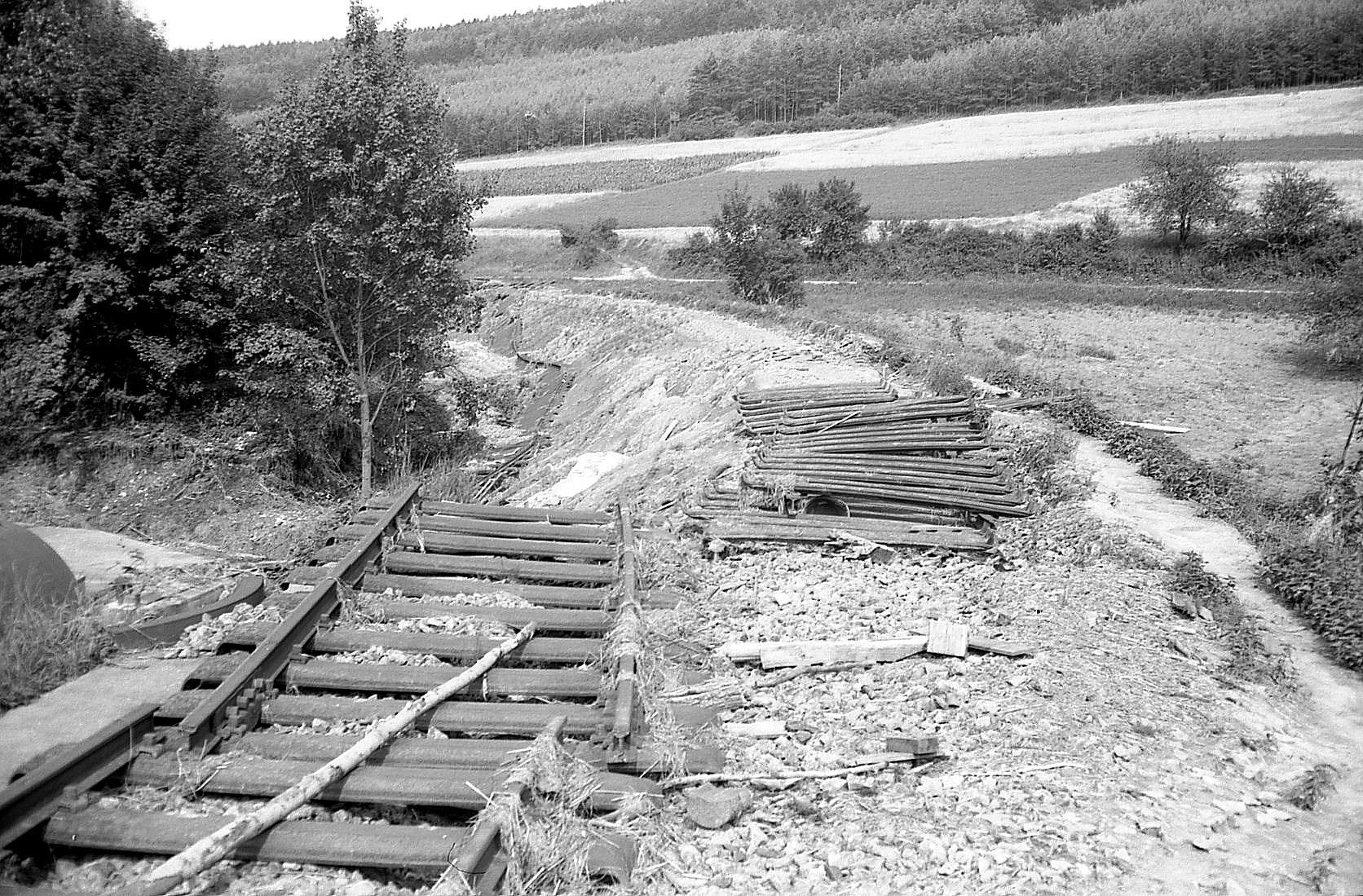
Durch die Fronleichnamsflut beschädigter Bahndamm am Bahnhof Dittwar, 1984

Der am Bahnhof Dittwar quer zur Abflussrichtung des Muckbachs aus Dittwar liegende Bahndamm (⊙) der damaligen Bahnstrecke Tauberbischofsheim–Königheim verhinderte noch größeres Unheil für Tauberbischofsheim. Auch das Umpfertal, Königshofen, Sachsenflur, Schweigern und Boxberg kamen aufgrund von hochliegenden Bahndämmen relativ glimpflich davon. Diese bewirkten einen Rückstau, der zum Teil dann allerdings anderen Gemeinden zum Verhängnis wurde.
Im pausenlosen Einsatz waren in der Folge Polizei, Feuerwehren, Bundeswehr, Technisches Hilfswerk, DLRG und DRK. Mehrere Vermisstenmeldungen bestätigten sich nicht und es gab keine Toten, aber neun Verletzte. Jedoch starben über 1200 Tiere, die Hälfte davon Großvieh. 24 Gebäude wurden vollständig zerstört und 184 stark beschädigt. Weite Teile der Bach- und Flussauen standen unter Wasser und zahlreichen Gebäuden drohte der Einsturz. Die Elektrizitäts- und Fernmeldenetze sowie die Wasserversorgung fielen in großen Teilen des Katastrophengebietes aus. Neben der Bundesstraße 27 waren mehrere Landes- und Kreisstraßen nicht mehr befahrbar. Über 100 Fahrzeuge wurden von den Wassermassen fortgerissen, völlig demoliert oder übereinandergetürmt.
Noch am Abend forderte die Katastropheneinsatzleitung dazu auf, im gesamten Katastrophengebiet das Trinkwasser abzukochen. In einer ersten Schätzung ging die Einsatzleitung des Landratsamtes von etwa 7000 Geschädigten aus, die von der Hochwasserkatastrophe unmittelbar betroffen waren, also erheblichen Schaden an Hab und Gut nahmen.

### 22. Juni 1984
Nachdem die starken Regenfälle bereits am Vorabend nachließen, hörten sie erst in der Nacht auf den 22. Juni 1984 auf. Am Morgen war bereits ein großer Teil des Wassers abgelaufen und die Pegel an der Tauber sanken wieder. Um 06:45 Uhr wurden in den vier hauptsächlich betroffenen Gemeinden (Königheim, Tauberbischofsheim, Boxberg und Lauda-Königshofen) jeweils technische Einsatzleitungen gebildet. Etwa 1000 Einsatzkräfte begannen mit den ersten Aufräumarbeiten. Landrat Georg Denzer äußerte sich am Nachmittag in einer Pressekonferenz wie folgt:

„Es ist im Moment nicht meine Aufgabe, entstandenen Schaden abzuschätzen. Vorrang hatte und hat, die Katastrophe einzudämmen, Gefahr von Mensch und Tier abzuwenden. Jetzt geht’s ans Aufräumen und Wiederaufbauen. Und dazu brauchen wir Hilfe.“

Priorität hatte zunächst die Evakuierung von Personen aus einsturzgefährdeten Häusern. Daneben wurde an der Wiederherstellung der Stromversorgung, des Fernmeldenetzes und der Straßenverbindungen gearbeitet. In Bereichen mit zerstörter Wasserversorgung wurde die Bevölkerung durch Tankfahrzeuge mit Wasser versorgt. Da die Ansaugkörbe der Feuerwehrpumpen immer wieder verstopft waren, mussten in Tauberbischofsheim teilweise Taucher eingesetzt werden.
Der baden-württembergische Innenminister Dietmar Schlee verschaffte sich am 22. Juni vor Ort einen persönlichen Eindruck der Notlage und sagte rasche Hilfe durch das Land zu.

### 23. Juni 1984

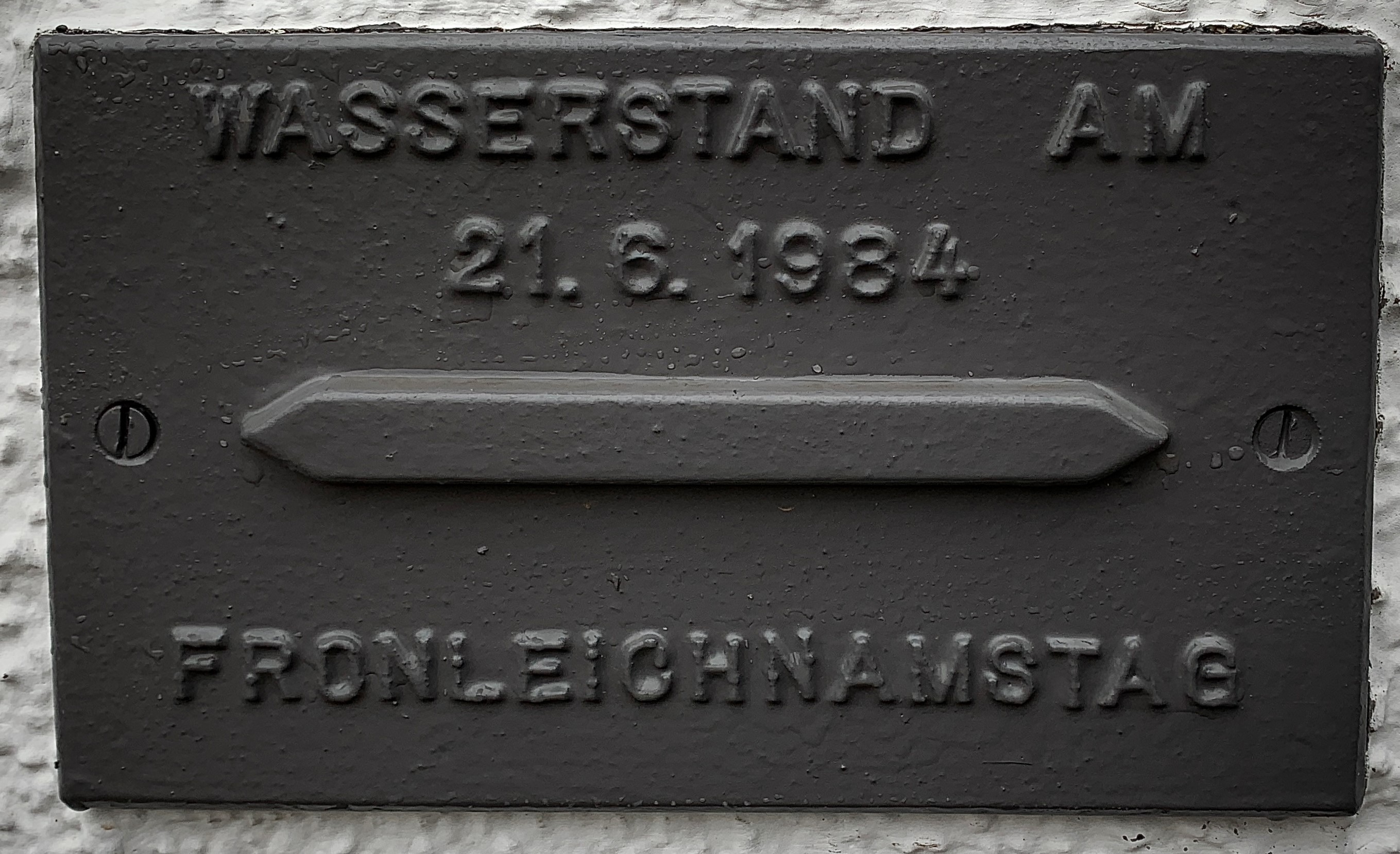
Hochwassermarke der Fronleichnamsflut in Tauberbischofsheim

Der baden-württembergische Ministerpräsident Lothar Späth besuchte am 23. Juni 1984 Dittwar, einen der am schwersten betroffenen Orte im Katastrophengebiet. Die Aufräumungs- und Sicherungsarbeiten schritten derweil voran: Mit Ausnahme der L 511 zwischen Heckfeld und Oberlauda waren inzwischen wieder alle Straßen zumindest notdürftig befahrbar. Die Strom- und Trinkwasserversorgung wurde mittlerweile durch Notstromaggregate (u. a. vom Badenwerk) und Wasseraufbereitungsanlagen sichergestellt. Die bauliche Sicherung von Gebäuden und Brücken sowie die Beseitigung der etwa 1200 Tierkadaver stellten die vordringlichen Aufgaben dar. Die Fluten hatten die Tierkadaver über das gesamte, teilweise noch immer überflutete Schadensgebiet verstreut oder unter Trümmern begraben, so dass sich die Aufräumarbeiten schwierig gestalteten. Daneben wurden Keller vom Schlamm geleert, Holz geräumt und Wohnungen gereinigt. Ein weiteres Augenmerk lag auf der Beseitigung von Ölteppichen, nachdem in überschwemmten Kellern einige Öltanks umgestürzt und ausgelaufen waren.
Äußerst störend wirkte sich für alle Beteiligten der an diesem Samstag einsetzende Katastrophentourismus aus. Nach Aussagen von Einsatzkräften nahmen die Schaulustigen keinerlei Rücksicht auf die vom Unglück betroffenen Menschen und behinderten zunehmend die Bergungsarbeiten, wodurch Absperrungen in immer weiterem Umkreis notwendig wurden.

### 24. Juni 1984
Die Aufräumungsarbeiten dauerten am 24. Juni 1984 im gesamten Schadensgebiet unvermindert an. Dabei zeigte sich, dass weit mehr Gebäude als zunächst angenommen akut einsturzgefährdet waren. Etwa 1150 Einsatzkräfte stützten daher vor allem Gebäude ab oder brachen sie ab. Ein weiterer Schwerpunkt war die Beseitigung des Schwemmgutes, damit auch bei möglichen erneuten Regenfällen das Wassers würde abfließen können. Ein Teil der Einsatzkräfte musste jedoch vom Hauptschadensgebiet abgezogen werden, nachdem um 13:00 Uhr der Einsturz der Eisenbahnbrücke über den Main zwischen Wertheim und Kreuzwertheim gemeldet wurde. Die Belästigungen durch Schaulustige nahmen im Schadensgebiet laut Augenzeugen allmählich krasse Formen an, diese behinderten vor allem den Einsatz der Fahrzeuge stark.

### 25. Juni 1984
In Dittwar und Königheim konnte am 25. Juni 1984 die öffentliche Wasserversorgung wiederhergestellt werden. Zur Aufrechterhaltung der Stromversorgung mussten in Königheim jedoch weiterhin Notstromaggregate eingesetzt werden. Während in Königheim die Aufräumungs- und Sicherungsarbeiten auch im Innerortsbereich unvermindert andauerten, verlagerten sich die Aufgabenbereiche in anderen Schadensgebieten zunehmend auf Bereiche außerhalb der Ortschaften. Dabei waren weiterhin etwa 820 Einsatzkräfte beschäftigt. So wurden etwa die Bachläufe und Brückendurchlässe überwiegend in Handarbeit von grobem Schwemmgut gesäubert, da auf den noch immer durchnässten und matschigen Böden zunächst kaum Lastkraftwagen oder Bagger eingesetzt werden konnten.

### 26. Juni 1984
Die Aufräumarbeiten dauerten vor allem in den Schadenszentren mit einer großen Zahl freiwilliger Helfer weiterhin an. Nachdem die Schlammmassen aus den überfluteten Häusern mittlerweile weitgehend entfernt worden waren, zeigten sich vielfach schwere Schäden, die auf den ersten Blick nicht erkennbar gewesen waren, was weitere Sicherungsmaßnahmen notwendig machte. Da die Futtervorräte für das überlebende Vieh im Schadensgebiet zur Neige gingen und viele Flurwege noch nicht befahrbar waren, musste zunehmend Futter aus anderen Gebieten beschafft werden.

### 27. Juni 1984
Am 27. Juni 1984 waren weiterhin etwa 720 Helfer im Einsatz, die sich vor allem der zeitaufwändigen Räumung der Bachbrücken und Wasserdurchlässe widmeten. Schweres Gerät war auf den aufgeweichten Böden zumeist noch nicht einsetzbar. Weitere einsturzgefährdete Gebäude wurden, wenn möglich, gesichert, teilweise auch abgebrochen. Bereits abgeschlossene Einsatzbereiche wurden teilweise wieder aktuell, nachdem zahlreiche bereits leergepumpte Keller durch eingedrungenes Druckwasser erneut vollgelaufen waren. Der Bauernverband sicherte zwischenzeitlich die Versorgung der landwirtschaftlichen Betriebe mit Futtermitteln und anderen notwendigen Gütern.
Wasseruntersuchungen der Chemischen Landesuntersuchungsanstalt ergaben, dass alle Wasserfassungen im Schadensgebiet mit Kolibakterien verseucht waren. Das Abkochgebot für das Trinkwasser blieb damit weiterhin bestehen, bis man eine Gefährdung der Bevölkerung durch tägliche Proben würde ausschließen können. Schweres Räumgerät wurde nur noch in geringem Umfang benötigt und die eingesetzten Bundeswehreinheiten konnten aus dem Katastropheneinsatz herausgelöst werden. Der Einsatz war am 27. Juni zwar noch nicht beendet, jedoch konnte die Anzahl der Hilfskräfte eine Woche nach der Flut schrittweise reduziert werden.
Die Fronleichnamsflut löste den ersten und bisher einzigen Katastrophenalarm im Main-Tauber-Kreis aus.

### Folgezeit
Nach der Fronleichnamsflut waren die maßgeblich betroffenen Orte zum Teil bis Ende der 1980er Jahre mit dem Wiederaufbau beschäftigt. Nach dieser Flut wurden immer wieder wirksame Hochwasserschutzmaßnahmen für die Zukunft diskutiert. Im Brehmbachtal, wo während der Fronleichnamsflut am 21. Juni 1984 das Rückhaltebecken Gissigheim brach, sollte es noch bis 2019/20 dauern, bis mit dem Hochwasserrückhaltebecken Königheim ein neues Schutzbauwerk im Brehmbachtal vor Königheim errichtet wurde.

## Einsatzkräfte
Mit der Auslösung des Katastrophenalarms wurde beim Landratsamt des Main-Tauber-Kreises eine sogenannte Katastropheneinsatzleitung gebildet. Nach einem für solche Fälle bereits vorbereiteten Plan übernahmen während der gesamten Dauer des Einsatzes Mitarbeiter des Landratsamtes ihren Platz in diesem Führungsstab, der den Einsatz der technischen Hilfskräfte koordinierte.
Daneben wurden in den Hauptschadensgebieten vier Technische Einsatzleitungen eingerichtet, welche die dort eingesetzten Einheiten führten:
- Technische Einsatzleitung „Königheim“
- Technische Einsatzleitung „Tauberbischofsheim“
- Technische Einsatzleitung „Boxberg“
- Technische Einsatzleitung „Lauda-Königshofen“

Die Verbindung zwischen all diesen Stellen wurde durch die im Landratsamt eingerichtete Fernmeldezentrale sichergestellt.
Darüber hinaus waren im Einzelnen die folgenden Behörden, Organisationen und Einheiten im Einsatz:
- Polizeidirektion Tauberbischofsheim, verstärkt durch Bereitschaftspolizei
- Feuerwehren aus dem gesamten Main-Tauber-Kreis
- Berater der Fachbehörden des Main-Tauber-Kreises
- Beide Kreisverbände des Deutschen Roten Kreuzes
- Verbände des Technischen Hilfswerkes aus dem gesamten Bereich des Landes Baden-Württemberg
- Deutsche Lebens-Rettungs-Gesellschaft, Bezirk Frankenland
- Bauernverband
- Einheiten des Katastrophenschutzes:
  - Fernmeldezug
  - Veterinärzug
  - Betreuungsleitzug
- Einheiten der Bundeswehr:
  - Artillerieregiment 120 / 121 der Kurmainz-Kaserne Tauberbischofsheim
  - II. Fernmelderegiment 32 der Tauberfranken-Kaserne Lauda-Königshofen
  - 12. Flugabwehrregiment Karl-Schurz-Kaserne Hardheim